# Джон Фрост
Джон Фрост (англ. John Frost; нар. 31 грудня 1912, Пуне — пом. 21 травня 1993, Мілланд, Західний Сассекс) — британський воєначальник, майор-генерал (1961) Британської армії, учасник Другої світової війни, придушення Арабського повстання та війни в Малайї. У роки Другої світової бився в Північній Африці, в Італії, Франції та Голландії.

## Біографія
Військова кар'єра
- 1 вересня 1932 — другий лейтенант
- 1 вересня 1935 — лейтенант
- 1 вересня 1940 — капітан
- 17 грудня 1941 — майор (тимчасове звання)
- 1 липня 1946 — майор
- 27 травня 1955 — підполковник
- 28 травня 1956 — полковник
- 28 травня 1960 — бригадир
- 11 жовтня 1961 — майор-генерал

Джон Даттон Фрост народився 31 грудня 1912 року в Пуні, в Британській Індії в родині офіцера британської армії Френка Даттона Фроста та його дружини Елсі Дори. Освіту здобув у Веллінгтонському коледжі, потім перейшов до школи Монктона Комбе у Сомерсеті. 1 вересня 1932 року вступив до британської армії, після закінчення Королівського військового коледжу у Сандгерсті. Службу розпочав другим лейтенантом у Камероніанському полку (Шотландських стрільців). Фрост служив у 2-му батальйоні свого полку, яким тоді командував підполковник Томас Ріддел-Вебстер, перш ніж батальйон, яким нині командував підполковник Дуглас Грехем, був відправлений до Палестини на ранніх етапах Арабського повстання. З 1938 по 1941 року Фрост працював з Іракськими зборами, першими регулярними військовими формування іракської армії, сформовані британцями.
У вересні 1941 року Фрост повернувся до Великої Британії, продовжив службу в 10-му батальйоні Камероніанського полку, підрозділі Територіальної армії, який входив до складу 45-ї бригади 15-ї (Шотландської) піхотної дивізії, а потім пішов добровольцем до Парашутного полку. Отримав призначення до 2-го парашутного батальйону 1-ї парашутної бригади бригадира Річарда Гейла, яка входила до складу 1-ї повітрянодесантної дивізії майор-генерала Фредеріка Браунінга.
Майор Фрост відзначився в операції «Байтінг», рейді з метою демонтування та викрадення радіолокаційної тарілки або компонентів німецького Вюрцбурзького радіолокатора у Брюневалі. 27 лютого 1942 року в ході рейду рота «C» майора Фроста, висадилася на окупованому французькому узбережжі у складі штурмової групи в 120 осіб. Попри запеклий опір, британським десантникам вдалося викрасти компонент, а також захопити німецького радіолокаційного техніка. В результаті операції загинули троє британських солдатів та семеро дістали важких поранень. За мужність при проведенні операції Джон Фрост нагороджений Військовим хрестом.
У ході висадки союзників у Північній Африці британські повітрянодесантні підрозділи висаджувалися в Тунісі. Майор Фрост, який тепер командував батальйоном, отримав наказ на захоплення ворожих аеродромів поблизу Депієнні у 50 км на південь від Тунісу. Було виявлено, що аеродроми покинуті, однак колона бронетанкової техніки, з якою вони мали зустрітися в Оудні, так і не прибула, залишивши батальйон Фроста за 50 миль у глибокому тилу противника. Парашутному батальйону довелося прориватися, ведучи ар'єргардні бої проти чисельна переважаючі сили німців, втім вони зуміли пробитися назад до своїх, але втратили 16 офіцерів та 250 солдатів і сержантів. Батальйон продовжував вести бойові дії у складі 1-ї британської армії до Тунісу.
У липні 1943 року батальйон Фроста десантувався у складі 1-ї парашутної бригади на Сицилію під час операції «Хаскі» з наказом захопити автомобільний міст Понте ді Прімозоле. Бригада була безнадійно розсіяна, і 295 десантників, які дійшли до мосту, наразилися на спротив німецького 4-го парашутного полку, тому не змогли утримати міст до прибуття інших підрозділів 8-ї армії.
У вересні 1943 року батальйон Фроста висаджувався в Таранто з моря в ході вторгнення союзних військ до материкової Італії.
Найбільш відомим підполковник Фрост став завдяки своїй участі в Арнемській битві під час операції «Маркет-Гарден». 17 вересня 1944 року командир 2-го парашутного батальйону Фрост очолив змішану групу з близько 745 легкоозброєних людей, які висадились поблизу Остербека і вступили в Арнем. Батальйон дійшов до мосту, захопив його північний кінець, але командир виявив, що його сили були оточені силами II корпусу СС та відрізані від решти 1-го повітрянодесантної дивізії. Фрост командував десантниками під час жорстокого чотириденного бою, що відбувся далі, під час якого німці вели артилерійський вогонь по позиціях десантників. Німці були дуже здивовані відмовою британських парашутистів здатися і їхньою стійкістю та мужністю. Після короткого перемир'я на третій день, коли було евакуйовано 250 поранених, бій продовжився до тих пір, поки в решті десантників не закінчилися боєприпаси. Вцілілими залишилося близько ста десантників. У результаті цієї акції, під час якої він був поранений осколками в ноги, Фрост став легендарною фігурою Парашутного полку та британської армії.
Після захоплення у полон Фрост перебував у таборі військовополонених «Офлаг» IX-A/H у замку Шпангенберг. Згодом його перевезли до госпіталя в Обермасфельдті. У березні 1945 року підполковник Фрост був звільнений, коли територію захопили американські війська.
У післявоєнний час продовжив службу в лавах британського десанту, командував своїм 2-м парашутним батальйоном, що входив до 6-ї повітрянодесантної дивізії, під час подій у Палестині. Наприкінці 1946 року повернувся до Англії, навчався у Штабному коледжі у Камберлі. Командував бригадою, піхотною дивізією. 1968 році звільнився з лав збройних сил майор-генералом британської армії.